# INTEGRAL
INTEGRAL (INTErnational Gamma-Ray Astrophysics Laboratory) je ESA-in umjetni satelit koja ima zadaću istraživati gama zrake te crne rupe, neutronske zvijezde, aktivne galaktike, supernove, otkriti kako su nastali kemijski elementi te istražiti misteriozne gama bljeskove. 
INTEGRAL je lansiran 17. listopada 2002. godine u 4:41 sati. Lansiran je uz pomoć rakete Proton, a masa letjelice je bila 4000 kg. Primarna misija traje dvije godine, zatim se misija produžuje još tri godine. INTEGRAL je letjelica koja sa svojim senzorima i instrumentima tvori najbolji opservatorij gama zraka ikada sagrađen.

### Letjelica
Puno ime letjelice je INTErnational Gamma-Ray Astrophysics Laboratory. INTEGRAL je prilično velik: dimenzije su mu 5 metara visine, 3,7 metara promjera a duljina [[[solarne ploče|solarnih ploča]] je 16 metara kada se razviju oko letjelice. 

INTEGRAL se sastoji od dva glavna dijela: uslužni modul (eng. service module) je donji dio na kojem su smješteni podsustavi i koji brine o svima instrumentima, i modul s korisnim teretom (eng. payload module) gdje se nalaze mjerni instrumenti.

Kako bi pokrila troškove gradnje servisni modul je napravljen od letjelice XMM-Newton, ESA-inog satelita. Sastavljen je većinom od aluminija. Na njemu je smješten satelitski sustav, solarne ploče, kontrola energije, telekomunikacije, toplinska kontrola te kontrola orbite i visine. 4 znanstvena instrumenta teže dvije tone čineći tako INTEGRAL najtežim satelitom u povijesti ESA-e. Tu su još dva detektor gama zraka, instrument za dobivanje najoštrije slike objekta.

### Orbita
INTEGRAL kruži oko Zemlje na eliptičnoj orbiti – perigej mu je na 9 000 km a apogej na 153 000 km. Oko Zemlje napravi jedan krug za 72 sata. Većinu vremena INTEGRAL provodi na približnoj prosječnoj visini od 40 000 km. Nagib u odnosu na ekvator je 51,60°.

### Zadaća INTEGRAL-a
Danas znanost pokušava dati odgovor na pitanje: Većina elemenata koja čine naše tijelo i sve drugo oko nas dolaze od mrtvih zvijezda. Ali kako mogu novi elementi nastati ako zvijezde umiru? Za točan odgovor na ovo pitanje mnogo temeljnih istraživanja mora biti napravljeno. INTEGRAL pomaže u tom istraživanju. Mnogi astronomi vjeruju da u središtu naše Mliječne staze a i u svim drugim galaktikama postoji crna rupa. INTEGRAL neće dati dokaz da ti egzotični objekti postoje nego će samo istraživati njihova fizička svojstva.

## Vanjske poveznice
- https://web.archive.org/web/20130327210832/http://sci.esa.int/science-e/www/area/index.cfm?fareaid=21
- http://isdc.unige.ch/  Arhivirana inačica izvorne stranice od 19. lipnja 2013. (Wayback Machine)

| SPI   | J.-P. Roques, CESR Toulouse, Francuska i V. Schoenfelder, MPE Garching, Njemačka                  |
| IBIS  | P. Ubertini, IAS Rome Italy; F. Lebrun, CE-Saclay, Francuska; G. DiCocco, ITESRE Bologna, Italija |
| JEM-X | N. Lund, DSRI, Copenhagen, Danska                                                                 |
| OMC   | M. Mas-Hesse, LAEFF-INTA, Madrid, Španjolska                                                      |